# Francesc Xavier Eritja Ciuró
Francesc Xavier Eritja Ciuró (Sallent de Llobregat, 26 de marzo de 1970) es un historiador y político español, diputado en el Congreso en la XI y XII Legislaturas.
Fue presidente del Ateneo Popular de Ponent entre 2006 y 2012 y de la territorial de Òmnium Cultural en Poniente entre 2014 y 2015. Portavoz de Lleida Decide y miembro fundador de la Asamblea Nacional Catalana en Lérida. De cara las elecciones generales de 2015 y 2016 fue candidato de Esquerra Republicana de Catalunya en la circunscripción de Lérida y fue elegido diputado.

## Obras
- Refer una "cultura de riu". Arts: revista del Círculo de Bellas Artes de Lérida, N° 35, 2011, pp. 12-15. ISSN 1576-8368
- Sondeig arqueològic d'urgència al castell de Corbins (Segrià, Lleida): segles XII-XIII. En coautoría con Enric Tartera Bieto, Montserrat Gené. Revista d'arqueologia de Ponent, Nº 8, 1998 - pp. 139-150. ISSN 1131-883X
- De l'Almunia a la Turris: organització de l'espai a la regió de Lleida (segles 11-13). Universidad de Lérida, 1998 – p. 100. ISBN 8484090116, ISBN 9788484090113